# نونوكا أوزاكي
نونوكا أوزاكي (مواليد 23 مارس 2003) مصارعة حرة يابانية حصلت على الميدالية البرونزية في دورة الألعاب الأولمبية الصيفية 2024. كما حصلت على الميدالية الذهبية مرتين في بطولة العالم للمصارعة والميدالية الذهبية مرتين في بطولة آسيا للمصارعة.

## مسيرتها
فازت أوزاكي بالميدالية الذهبية في مسابقة وزن 57 كجم للفتيات في دورة الألعاب الأولمبية الصيفية للشباب 2018 التي أقيمت في بوينس آيرس، الأرجنتين. وتغلبت على آنا سزيل من المجر في مباراة الميدالية الذهبية. فازت أوزاكي بإحدى الميداليات البرونزية في حدث وزن 62 كجم للسيدات في بطولة العالم للمصارعة الحرة 2021 في أوسلو، النرويج تغلبت على إيلونا بروكوبيفنيوك من أوكرانيا في مباراة الميدالية البرونزية.
فازت أوزاكي بالميدالية الذهبية في منافساتها في بطولة آسيا للمصارعة 2022 التي أقيمت في أولان باتور، منغوليا.كما فازت بالميدالية الذهبية في منافساتها في بطولة العالم للمصارعة للناشئين 2022 التي أقيمت في صوفيا، بلغاريا. في نفس العام، فازت أوزاكي بالميدالية الذهبية في حدث 62 كجم في بطولة العالم للمصارعة التي أقيمت في بلغراد، صربيا. كما فازت بالميدالية الذهبية في حدث 62 كجم في بطولة العالم للمصارعة تحت 23 سنة 2022 التي أقيمت في بونتيفيدرا، إسبانيا.فازت أوزاكي بالميدالية الفضية في مسابقة سيدات وزن 62 كجم في دورة الألعاب الآسيوية 2022 التي أقيمت في هانغتشو، الصين. وفي النهائي خسرت أمام مون هيون جيونج من كوريا الشمالية.
فازت بالميدالية الذهبية في حدث 65 كجم في بطولة العالم للمصارعة 2023 التي أقيمت في بلغراد، صربيا. ونتيجة لذلك، حصل أوزاكي على مقعد لليابان في دورة الألعاب الأولمبية الصيفية 2024 في باريس، فرنسا. هزمت ميسي كيلتي من الولايات المتحدة في مباراة الميدالية الذهبية. في عام 2024، فازت بالميدالية الذهبية في منافسات وزن 68 كجم للسيدات في بطولة آسيا للمصارعة 2024 التي أقيمت في بيشكيك، قيرغيزستان. فازت بإحدى الميداليات البرونزية في سيدات وزن 68 كجم في دورة الألعاب الأولمبية الصيفية 2024. هزمت بلسينج أوبورودودو من نيجيريا في مباراة الميدالية البرونزية.